# محوطه شماره ۱ خوراب
محوطه شماره ۱ خوراب مربوط به سده‌های میانه دوران‌های تاریخی پس از اسلام است و در شهرستان ایرانشهر، بخش بمپور، دهستان بمپور شرقی، ۱/۵ کیلومتری غرب شهرک شهید بهشتی واقع شده و این اثر در تاریخ ۳۰ بهمن ۱۳۸۶ با شمارهٔ ثبت ۲۱۱۶۸ به‌عنوان یکی از آثار ملی ایران به ثبت رسیده است.